# جيرز أوف وور 3
 جيرز أوف وور 3 (بالإنجليزية: Gears of War 3)‏ هي لعبة من نوع تصويب منظور الشخص الثالث. صدرت في سبتمبر عام 2011 و هي حصرية لـ إكس بوكس 360، و هي من تطوير إيبيك جيمز و نشر شركة مايكروسوفت جيم ستوديوز. تخطت اللعبة أكثر من مليون طلب مسبق قبل إصدارها مما جعلها من أكثر الألعاب المرتقبة في 2011، و بيعت 3 ملايين نسخة في أول أسبوع من إصدارها.

## أجزاء اللعبة
| العنوان        | السنة | الجهاز                           |
| -------------- | ----- | -------------------------------- |
| جيرز أوف وور   | 2006  | إكس بوكس 360 ، مايكروسوفت ويندوز |
| جيرز أوف وور 2 | 2008  | إكس بوكس 360                     |
| جيرز أوف وور 3 | 2011  | إكس بوكس 360                     |
| جيرز أوف وور 4 | 2016  | إكس بوكس ون                      |

## وصلات خارجية
- الموقع الرسمي
- جيرز أوف وور 3 على موقع IMDb (الإنجليزية)